# Ad gentes

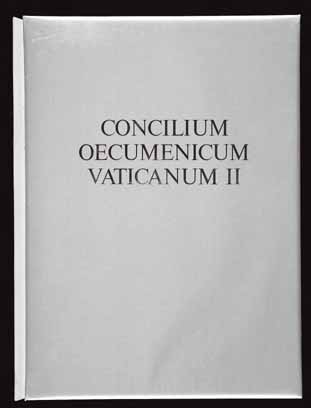
Zweites Vatikanisches Konzil

Ad gentes (AG) heißt, nach seinen Anfangsworten, das Dekret über die missionarische Tätigkeit der Kirche, das vom Zweiten Vatikanischen Konzil formuliert und am 7. Dezember 1965 von Papst Paul VI. promulgiert wurde.

## Missionsgrundsatz
Im Dekret wird festgestellt, dass die pilgernde Kirche ihrem Wesen nach missionarisch sei. Diese Zielbestimmung entspringt der quellhaften Liebe, dem Liebeswollen des Vaters und dem Plan Gottes für das Heil des Menschengeschlechtes (vgl. AG Nr. 9). Missionarische Tätigkeit sei nichts anderes und nichts Geringeres als Kundgabe oder Epiphanie und Erfüllung des Planes Gottes in der Welt und ihrer Geschichte, in der Gott durch die Mission die Heilsgeschichte sichtbar vollzieht (Vergl. AG Nr. 9). Einen ganz deutlich missionarischen Akzent erhält das Dekret durch die Aufforderung:

„Zur Völkerwelt gesandt, soll die Kirche ‚das allumfassende Sakrament des Heils’ sein.“

Damit wird die grundlegende Bestimmung der Kirche aus Lumen gentium (vergl. LG Nr. 48) für die Missionstheologie aufgenommen. Die Missionsarbeit und Evangelisation ist eine Aufgabe, die das Bischofskollegium mit dem Nachfolger Petri an der Spitze unter dem Beten und Mitwirken der ganzen Kirche zu erfüllen hat (vgl. AG Nr. 6).